# Thesmophories
 (mars 2024).
Pour la comédie d'Aristophane, voir Les Thesmophories.
Les Thesmophories (grec ancien: τὰ Θεσμοφόρια) étaient une fête qui se déroulait, dans la Grèce antique, en l'honneur de Déméter, la déesse de l'agriculture. Le nom en grec indique qu'il s'agit de l'apport des dépôts sacrés (θεσμοί) effectués l'année précédente, auxquels on reconnaissait une vertu fertilisante.

## Une célébration de la famille

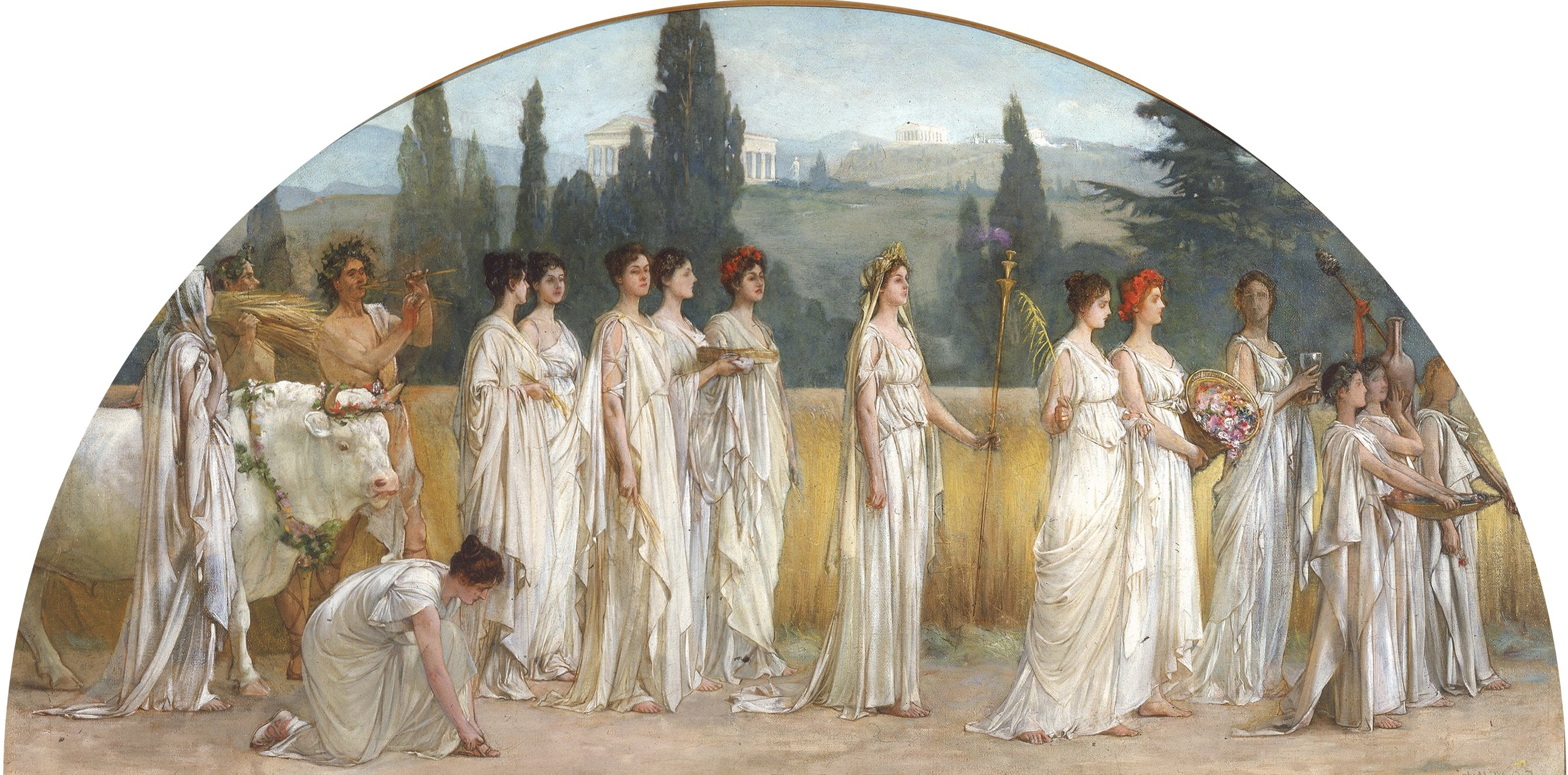
Francis Davis Millet, Thesmosphoria, (1894-1897). Représentation d'une procession thesmophorique.

Les Thesmophories se différenciaient d'autres fêtes purement agraires en l'honneur de Déméter car elles étaient dédiées à un aspect plus moral de la divinité. En cela, elles se rapprochent des mystères d'Éleusis, bien que les deux cultes se distinguent par la représentation de la déesse qu'ils honoraient et par les significations morales de chacun d'eux.
Les Thesmophories commémoraient Déméter Thesmophoros, littéralement celle qui a apporté les lois. Seules les femmes mariées à des citoyens y participaient, collectivement et sans prêtresse. En effet, Déméter était la déesse qui a institué le mariage et a donc donné un statut social aux femmes, leur permettant d'être plus que de simples concubines. Déméter, en enseignant l'agriculture aux hommes, leur a permis de se sédentariser et ainsi de créer un nouveau type d'organisation sociale dont l'habitation devient le noyau. Sur la base d'un domicile fixe se greffe tout naturellement l'idée d'une famille fixe. Le lien conjugal devient donc une des bases de la société civilisée. Les sources antiques évoquant les Thesmophories sont nombreuses mais souvent parcellaires et sous forme de scholies ; peu de choses sont connues concernant le déroulement exact de ces cérémonies, de leur évolution éventuelle au cours des temps et des différences selon la localité où elles se célébraient.

## Déroulement
Les Thesmophories se déroulaient pendant au moins trois jours, mais elles pouvaient durer jusqu'à dix jours selon les lieux. Elles étaient toujours réglées sur le calendrier agricole, essentiellement sur le temps des semailles à l'automne. En Attique, elles se célébraient le plus souvent en octobre, mais à une tout autre date[Laquelle ?] à Thèbes et à Délos. Elles se déroulaient dans un temple ou un lieu que l'on nommait Thesmophorion. À Athènes, les temps forts étaient les trois jours du 11 au 13 du mois de Pyanepsion. Le premier jour était nommé anodos (ἄνοδος) ou cathodos (κάθοδος). Le deuxième était un jour de jeûne, nesteia (νηστεία). Le troisième recevait le nom de calligeneia (καλλιγένεια). Aux Thesmophories attiques, l'accessoire du culte de Déméter était les jonchées de feuilles de saule, utilisées par les femmes pour leur vertu d'abord fécondantes, puis anaphrodisiaques.

### Premier jour:ἄνοδος

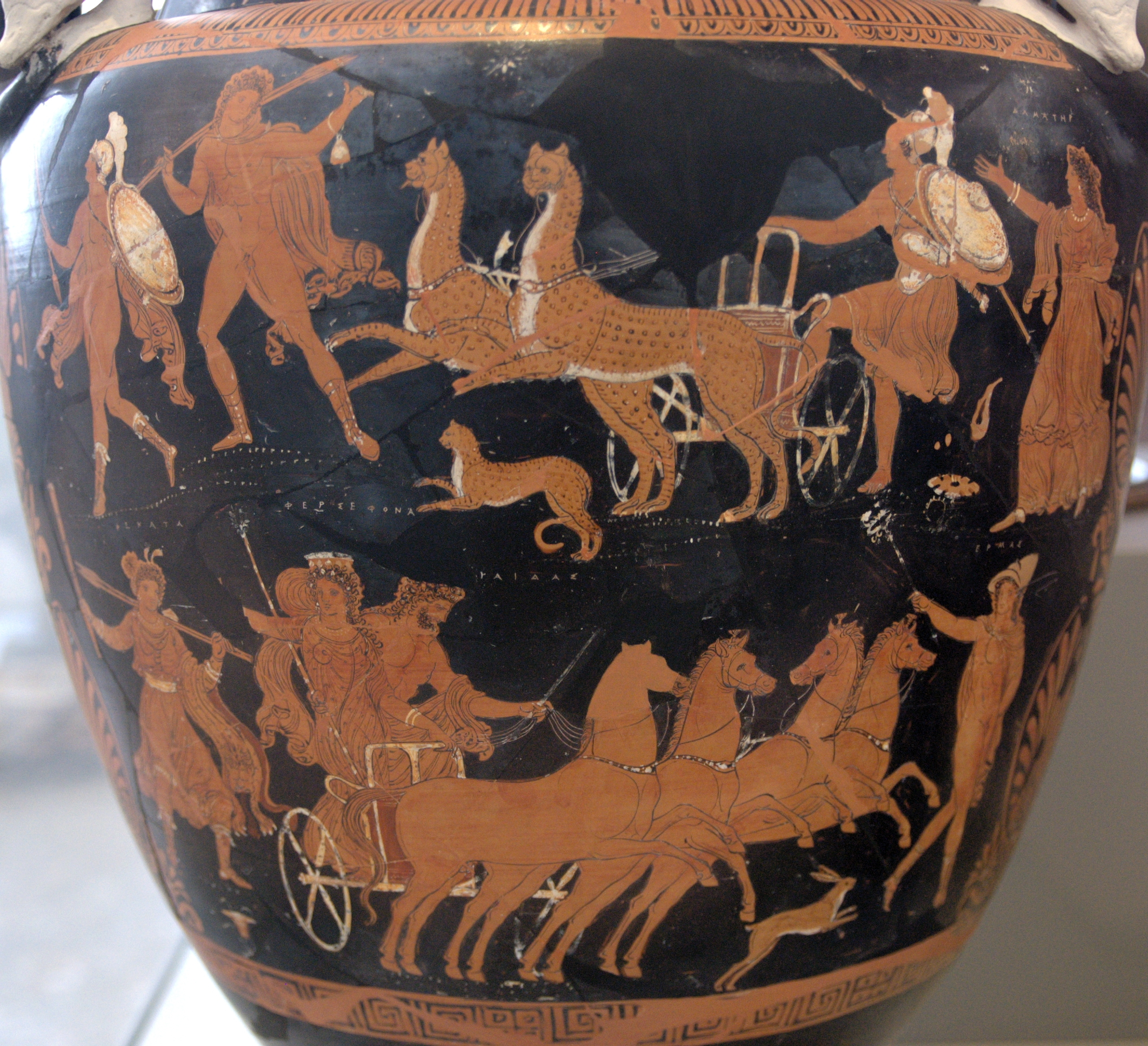
Les Thesmophories commémorent l'enlèvement de Perséphone par Hadès (en bas, sur le quadrige) et son retour auprès de sa mère Déméter (en haut à droite).

Durant le premier jour, les femmes déterraient des figurines qu'elles avaient ensevelies au début de l'été lors de la fête des Scirophories. Ces figurines auraient été brûlées et leurs cendres mélangées aux semences. On portait aussi en procession d'Éleusis à Athènes les livres des lois de Déméter, que certaines figurines semblent avoir représentés.
Il est possible que le rite ait subi l'influence de certains éléments des mystères d'Éleusis comme semble l'indiquer le nom de cette journée (ánodos = montée ; cathodos = descente), lequel semble faire directement référence au mythe de l'aller-retour périodique de la fille de Déméter, Perséphone, entre les mondes terrestre et souterrain. L'utilisation de figurines de porcs, au moins à un certain moment, semble le confirmer en rappelant la figure d'Eubouleus, personnage lié à l'orphisme et aux mystères d'Éleusis. En effet, le rite essentiel des Thesmophories en Attique consistait à précipiter des cochons de lait dans des fosses, appelées mégara (μέγαρα) ; les restes, thesmoi (θεσμοί), avaient mécaniquement acquis des vertus fertilisantes, et étaient récupérés l'année suivante pour être mêlés aux semences.

### Deuxième jour:νηστεία
La fonction du deuxième jour n'est pas connue. Il semble qu'on devait y évoquer ce que serait l'humanité sans Déméter et ses dons, l'agriculture et la civilisation. Pour mimer ce que serait cet état de disette et de barbarie, les femmes jeûnaient et restaient assises de longues heures par terre, de même qu'elles dormaient dans des huttes ou des tentes.

### Troisième jour:καλλιγένεια
La fonction du troisième jour est encore moins connu. Son nom de calligeneia (« qui engendre du beau ») laisse penser qu'il s'agit de célébrer Déméter comme symbole de fertilité. Il se pourrait que pendant cette journée l'on ait fait des offrandes de fruits, de gâteaux. Les femmes arboraient certains symboles de fertilité et faisaient assaut de propos irrévérencieux voire obscènes ; c'étaient parfois deux groupes de femmes qui les échangeaient. Il faut signaler que pendant les Thesmophories, et peut-être durant la semaine précédente, l'abstinence sexuelle était de mise. Le culte des Thesmophories a subsisté à Rome sous une forme modifiée dans la fête de Bona Dea.

## Dans la littérature
Aristophane a écrit une pièce intitulée Les Thesmophories.

#### Sources grecques
- Émile Chambry, Émeline Marquis, Alain Billault et Dominique Goust (trad. du grec ancien par Émile Chambry), Lucien de Samosate : Œuvres complètes, Paris, Éditions Robert Laffont, coll. « Bouquins », 2015, 1248 p. (ISBN 978-2-221-10902-1), « Les Amours ».
- Aristophane, Les Thesmophories, trad. Hilaire van Daele, in Comédies, t. IV, Paris, Les Belles Lettres, 2012 [1928], 158 p. (ISBN 978-2-251-00031-2)
  - Aristophane, Théâtre complet II, trad. Victor-Henry Debidour, Paris, Gallimard, coll. « Folio classique », 2020 [1966], 511 p. (ISBN 978-2-070-37790-9), p. 201-271

#### Études
- Marcel Detienne, « Violentes Eugénies. En pleines Thesmophories des femmes couvertes de sang », dans Acta Antiqua Academiae Scientiarum Hungaricae, volume 27, n° 1-3, 1979, p. 109-133.
- Marcel Détienne, Les jardins d'Adonis, Paris, Gallimard, coll. « Folio histoire », 2007 [1989], 346 p. (ISBN 978-2070-34183-2)
- Louis Gernet et André Boulanger, Le génie grec dans la religion, Paris, Albin Michel, 1970, 512 p. (ISBN 978-2-226-04726-7).
- Émilie Hache, De la génération. Enquête sur sa disparition et son remplacement par la reproduction, Paris, Les Empêcheurs de tourner en rond, 2023, 308 p.  (ISBN 978-2-359-25260-6), v. chap. 1 et 2
- Hélène Pierre, « Réflexions autour de la Nesteia des Thesmophories athéniennes », Pallas, no 76,‎ 2008, p. 85-94 (lire en ligne )
- Vinciane Pirenne-Delforge, Déméter Thesmophoros, Cours du Collège de France, 2 février au 11 avril 2023, Lire et écouter en ligne (consulté le 13 mars 2024). V. en particulier, « Que signifie Thesmophoros ? », cours du 9 mars 2023

##### Dictionnaire et encyclopédie
- « Cérès », dans Daremberg et Saglio, Dictionnaire des Antiquités grecques et romaines, Paris, 1877-1919 Lire en ligne.
- (en) « Thesmophoria », dans Encyclopaedia Britannica, 1911 Lire en ligne.